# Карелия (телерадиокомпания)
Государственная телевизионная и радиовещательная компания «Каре́лия» (фин. Karjalan valtiollinen televisio- ja radioyhtiö) — филиал ФГУП «Всероссийская государственная телевизионная и радиовещательная компания» в Республике Карелия.
В зону уверенного приёма карельского телевидения входят Республика Карелия, районы Ленинградской и Мурманской областей, приграничные районы Финляндии. Потенциальная аудитория — около 1 млн человек

## История телерадиокомпании
Радиовещание в Карелии началось в 1926 году с созданием в Петрозаводске радиостанции (директор А. Вастен), в 1929 году был учреждён радиовещательный комитет. Первыми корреспондентами и дикторами были С. Колосёнок, И. Моносов, А. Тимонен, У. Викстрем.
В 1932 году в республики работало 30 радиоузлов к которым было подключено более 7000 радиоточек.
В связи с всеобщей радиофикацией республики и образованием Карело-Финской ССР в 1940 году был образован Комитет по радиофикации и радиовещанию при Совете Народных Комиссаров КФССР. С 1951 года он носит название Комитета по радиоинформации, а в 1953 году его преобразовывают в Главное управление радиоинформации Министерства культуры КФССР.
15 апреля 1959 года была образована Петрозаводская студия телевидения. 23 декабря 1959 года студия и радио были объединены в Комитет по радиовещанию и телевидению при Совете Министров.
7 декабря 1970 года он был преобразован в Комитет по телевидению и радиовещанию Совета Министров КАССР, 22 июня 1979 года сменивший название на Государственный комитет КАССР по телевидению и радиовещанию.
С 1 января 1992 года Комитет преобразован в Государственную телерадиокомпанию «Карелия».
С 1 января 1999 года — Федеральное Государственное Унитарное Предприятие "Гостелерадиокомпания «Карелия» (дочернее предприятие при Федеральном Государственном Унитарном Предприятии ВГТРК в Москве).
В 1960-е, 1970-е и 1980-е годы в состав Комитета входили: студия телевидения, радио, телецентр и симфонический оркестр.
В разные годы руководителями телерадиокомпании были И. Кан, Н. Магницкий, П. Мартынов, П. Сепсяков, Н. Прокофьев, А. Прокуев, В. Тольский, М. Хапцова.

## Вещание ГТРК «Карелия»
ГТРК «Карелия» не имеет своих персональных частот и вещает при помощи вставки местных блоков, в эфирах телеканалов «Россия 1» и «России 24», радиостанции «Радио России», Радио «Маяк» и Вести FM. Ранее имелись свои программы в эфирных сетках на канале «Культура». В конце 1990-х и середине нулевых ГТРК «Карелия» вставляла свои местные программы в эфир телеканалов «ОРТ» и «НТВ».

## Телеканал «Россия-1 — Карелия»

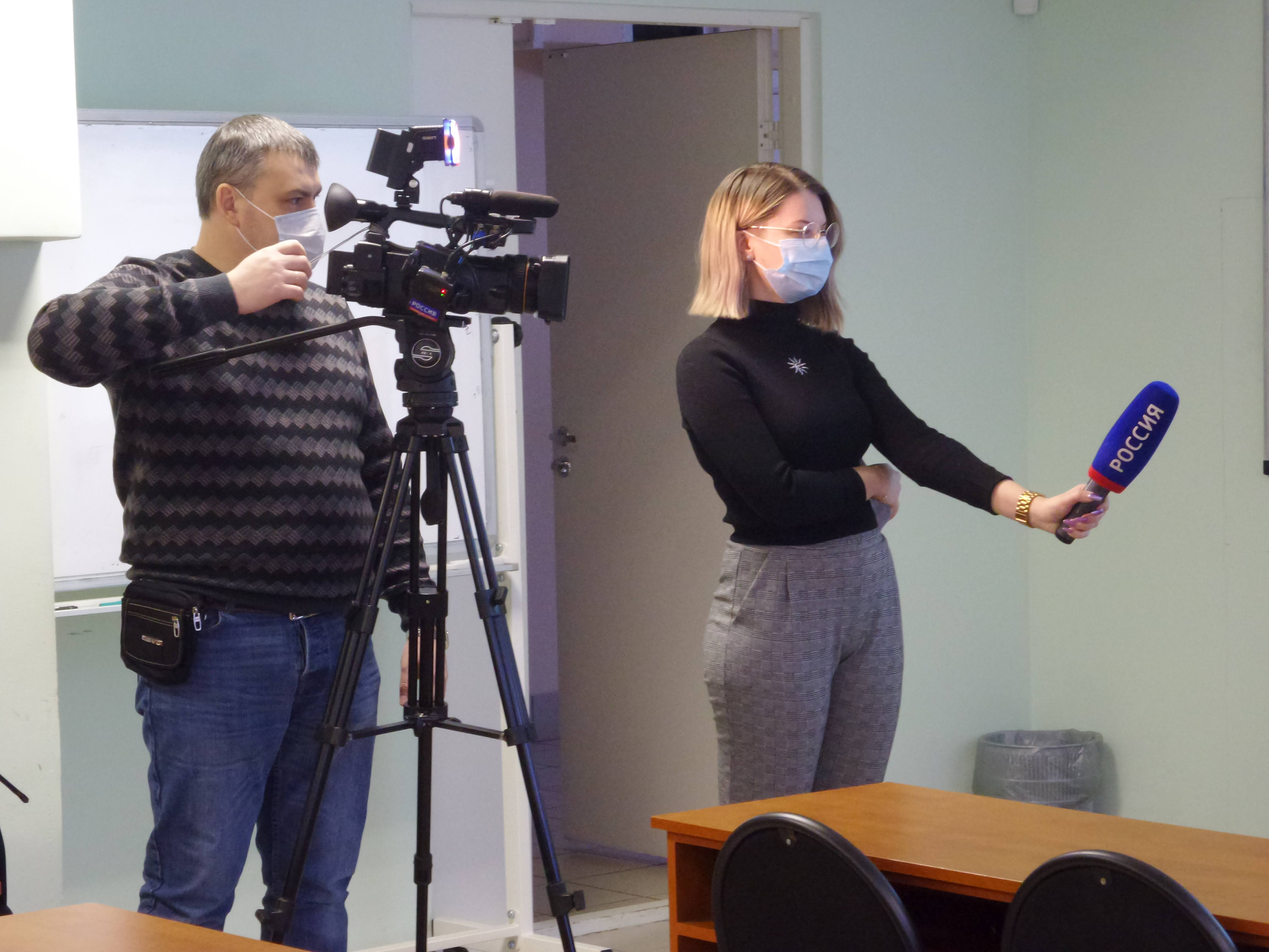
Сотрудники канала ГТРК «Карелия» снимают репортаж в Карельском научном центре РАН, 2021.

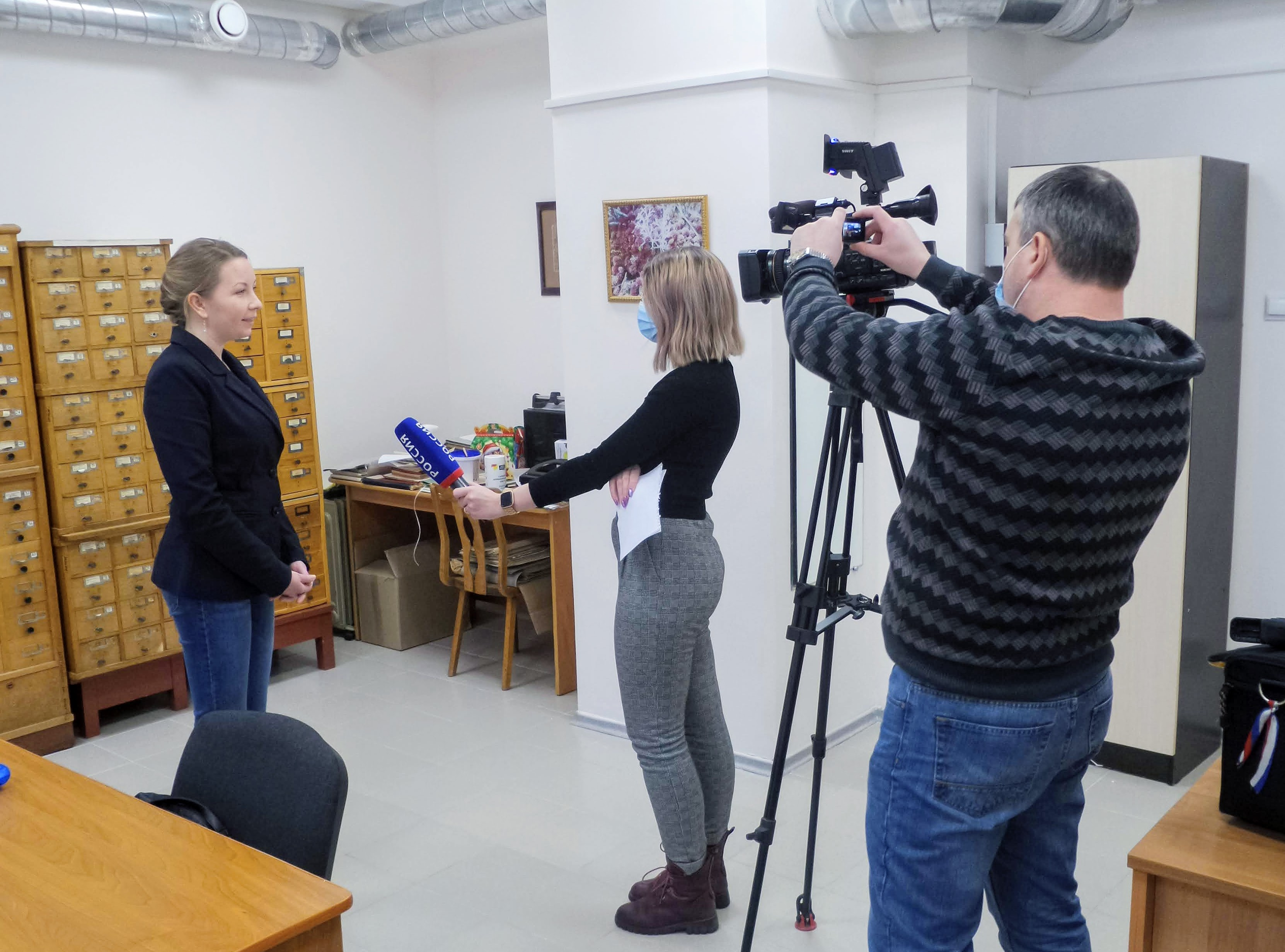
Интервью в Научном архиве КарНЦ РАН, 2021.

Телеканал «Карелия» — основан в 1959 году. Является основным электронным средством массовой информации в регионе. С 2009 года телеканал «Карелия» стал распространяется через спутник «Ямал-202» для сети на территории Республики Карелия.

### Программы телеканала «Карелия»
- «Вести — Карелия» (ранее — «Экран Дня»)
- ”Viestit — Karjala” (ранее ”Vesti — Karjala”)
- «Местное время. Воскресенье»
- «Доброе утро, Карелия!»
- «Национальный интерес»
- ”Omin silmin” («Свой взгляд»)
- ”Lähtin minä Läkköiläh” («Родные сердцу имена»)
- ”Kirjakamari” («Книжная комната»)
- «Финно-Угорский мир»
- «Сорока» (ранее — «Школьные новости»)
- «99-209»
- «Усатый-полосатый»
- «Где эта улица, где этот дом?»
- «Зеркальный канал»
- «Чемоданное настроение»
- «Криминальная среда»
- «Территория 209»
- «Делу — время»
- «Наша военная молодость»
- «Чем богаты…»
- «Карелия спортивная»

## Телеканал «Россия-Культура — Карелия»
Вещание было начато 30 сентября 2003 г. в связи с изменением сетки вещания телеканала «Россия». Это была третья попытка ГТРК вести вещание на нескольких телеканалах (до этого существовали две программы местного телевидения в конце 1960-х — начале 1970-х годов и врезки ГТРК «Карелия» на канале «ТВ-XXI. Северо-Западное вещание» в начале-середине 1990-х годов). В настоящее время врезки передач ГТРК на телеканале «Культура» не осуществляются.

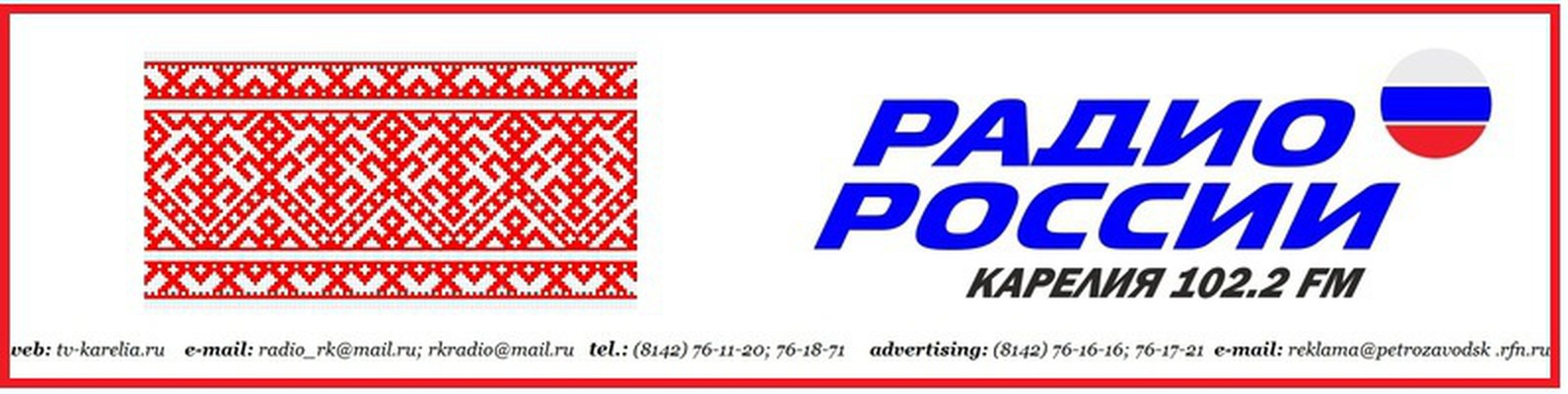

## Радио России — Карелия
Радио России — Карелия (Карельское радио, Радио Карелии) — государственная радиостанция, основана 21 ноября 1926 года.
Вещание в республике производится на частотах Радио России по будням в 07:10, 08:45, 13:10, 18:10 и 20:10, по выходным 11:10
Костомукша — 101,5 FM
Петрозаводск и Кондопога — 102,2 FM
Муезерский — 102,7 FM
Лоухи — 103 FM
Медвежьегорск — 103,7 FM
Найстеньярви и Суоярви — 105,0 FM
Сортавала — 105,6 FM
Надвоицы и Сегежа — 106,0 FM
Сосновец и Беломорск — 106,4 FM

### Программы Радио России — Карелия
- «Будний вечер»
- «Доброе утро, Карелия»
- «Карельское время»
- «Вести-Карелия»
- «Kodirandaine»

## «Маяк-Карелия и Вести FM-Карелия»
- «Вести-Карелия» (Маяк, Вести FM)
- «Вести FM в курсе» (Вести FM)